# 18449 Rikwouters
18449 Rikwouters è un asteroide della fascia principale. Scoperto nel 1994, presenta un'orbita caratterizzata da un semiasse maggiore pari a 3,1138992 UA e da un'eccentricità di 0,1729883, inclinata di 1,84979° rispetto all'eclittica.